# SIMP 0136+0933
SIMP 0136+0933 ((= SIMP J013656.5+093347.3) is een bruine dwerg met een spectraalklasse van T2.5. De solitaire planeet bevindt zich 19,95 lichtjaar van de zon. De planeet bevindt zich op de grens van ster en planeet. Het heeft 1,2 keer de straal van de planeet Jupiter en 12,7 keer de massa.